# Reinhardsmunster
Reinhardsmunster é uma comuna francesa na região administrativa de Grande Leste, no departamento Baixo Reno. Estende-se por uma área de 18,3 km². Em 2010 a comuna tinha 453 habitantes (densidade: 24,8 hab./km²).